# Ярошенко, Валерий Александрович
Валерий Александрович Ярошенко (8 мая 1997, Санкт-Петербург) — российский футболист, полузащитник.

## Клубная карьера
В 6 лет начал заниматься футболом в школе ДЮСШ «Смена», первый тренер игрока — Альберт Ануарович Дзугуров.
В 2012 году в составе команды Северо-Запада стал серебряным призёром первенства России среди юношеских команд межрегиональных федераций футбола. При этом Ярошенко был признан лучшим игроком данного первенства. В 2013 году на аналогичном турнире Ярошенко также был признан лучшим игроком первенства России.
После выпуска из академии в сезоне 2013/14 играл за «Зенит-2» (8 матчей в ПФЛ). Дебют за вторую команду состоялся 19 апреля 2014 года в матче против «Знамени Труда». В сезоне 2014/15 играл как за молодёжный состав «Зенита» (6 матчей в молодёжном первенстве), так и за «Зенит-2» (5 матчей, 1 гол в ПФЛ). В Юношеской лиге УЕФА за 5 матчей отметился одним голом.
В сезоне 2015/16 играл в составе «Зенита» в молодёжном первенстве (10 матчей) и в Юношеской лиге УЕФА (2 матча).
В июле 2016 года находился на просмотре в ФК «Ростов», в предсезонном товарищеском матче с чешским «Слованом» помог клубу одержать победу, забив один из двух мячей в ворота чехов 11 августа 2016 года официально стал игроком «Ростова».
В премьер-лиге дебютировал 29 октября 2016 года в матче против «Амкара», выйдя на замену на 77-й минуте.
Зимой 2017 года был отдан в аренду в калининградскую «Балтику».
В июле 2017 года сыграл один матч в ПФЛ и один матч в Кубке России за московский «Арарат».

## Карьера в сборной
В декабре 2012 года был удостоен вызова в юношескую сборную России. В своем дебютном матче за юношескую сборную провел на поле 38 минут, выйдя на замену во второй тайме. Российская сборная в итоге уступила итальянской команде в товарищеском матче 1:3.
В составе юношеской сборной России (до 17 лет) в 2014 году стал победителем международного турнира в Минске.